# Pelodiscus
Pelodiscus Fitzinger, 1835 è un genere di tartarughe della famiglia dei Trionichidi.

## Tassonomia
Al genere sono ascritte le seguenti quattro specie:
- Pelodiscus axenaria (Zhou, Zhang & Fang, 1991) - tartaruga guscio molle dell'Hunan
- Pelodiscus maackii (Brandt, 1858) - tartaruga guscio molle del nord della Cina
- Pelodiscus parviformis Tang, 1997 - tartaruga guscio molle cinese minore
- Pelodiscus sinensis (Wiegmann, 1834) - tartaruga guscio molle cinese